# Повуа-де-Мидойнш
Повуа-де-Мидойнш (порт. Póvoa de Midões)  —  район (фрегезия) в Португалии,  входит в округ Коимбра. Является составной частью муниципалитета  Табуа. Находится в составе крупной городской агломерации Большая Коимбра. По старому административному делению входил в провинцию Бейра-Алта. Входит в экономико-статистический  субрегион Пиньял-Интериор-Норте, который входит в Центральный регион. Население составляет 660 человек на 2001 год. Занимает площадь 9,44 км².